# ルリタニア王国
ルリタニア王国（英: Kingdom of Ruritania）は、アンソニー・ホープの『ゼンダ城の虜』（1894年）、『ヘンツォ伯爵』（1898年）および「The Heart of Princess Osra」（1896年、日本語訳未刊行）に登場する架空の国。

## 概要
現実世界（19世紀末のヨーロッパ）にある架空の国という設定で、欧米における物語のジャンル、ルリタニアン・ロマンスの語源となり、後世の冒険ロマン小説に影響を与えた。
学術的議論において、ルリタニア王国は架空の国を示す仮名として用いられることがある。オーストリア学派経済学者ルートヴィヒ・フォン・ミーゼスは『貨幣と信用の理論』 (The Theory of Money and Credit) 第4部3章3節および『ヒューマン・アクション』の各所で架空の国としてルリタニア王国に言及している。またミーゼスのもとで学んだリバタリアン経済学者マレー・ロスバードも『自由の倫理学』第9章でルリタニア王国を議論の仮定に用いている。

## 地理・政治
中央ヨーロッパにある王国。首都はストレルサウ（Strelsau）。公用語はドイツ語で、主要な宗教はカトリック。
ストレルサウは旧市街と新市街に分かれている。またパリからドレスデン経由で来た列車がゼンダ（Zenda：国境から10マイル、首都から50マイルにある町）に停まる、また、「（ストレルサウ発）ドレスデン行きの汽車はゼンダに停車する」という場面もある。

## 歴史
エルフバーグ家（Elphberg）が統治している。
英国王ジョージ2世の時代、1733年に英国に遊学中のルドルフ3世が恋愛スキャンダルを起こした。また、ルドルフ3世の妹を描いたのが「The Heart of Princess Osra」である。
ヨーロッパ各地で発生した1848年革命は、ルリタニアにも多大な影響を与えた。
19世紀末には、ルドルフ5世と異母弟ミヒャエルの間に王位をめぐる抗争があり、ミヒャエルが敗死する。その約3年後、ミヒャエル派の残党によりルドルフ5世が暗殺され、ルドルフ5世の王妃フラビアが女王となった。